# 電気通信役務利用放送法施行規則
電気通信役務利用放送法施行規則（でんきつうしんえきむりようほうそうほうしこうきそく）は、電気通信役務利用放送法の施行について定めていた総務省令である。

## 構成
- 第1章 総則
- 第2章 登録
- 第3章 技術基準
  - 第1節 通則
  - 第2節 衛星役務利用放送
  - 第3節 有線役務利用放送
    - 第1款 通則
    - 第2款 標準テレビジョン放送方式による有線役務利用放送設備に関する条件
    - 第3款 標準衛星テレビジョン放送方式による有線役務利用放送設備に関する条件
    - 第4款 周波数変調高精細度テレビジョン放送方式による有線役務利用放送設備に関する条件
    - 第5款 振幅変調高精細度テレビジョン放送方式による有線役務利用放送設備に関する条件
    - 第6款 デジタル有線テレビジョン放送方式による有線役務利用放送設備に関する条件
    - 第7款 標準デジタルテレビジョン放送方式による有線役務利用放送設備に関する条件
- 第4章 業務
- 第5章 雑則
- 附則

## 概要
電気通信役務利用放送法施行日の2002年（平成14年）1月28日に本規則も施行された。
電気通信役務利用放送の細別を第2条各号に定義していた。
- 「衛星役務利用放送」を第1号に「公衆によって直接受信されることを目的とする無線通信の送信のうち人工衛星に開設する無線局（12.2GHzを超え12.75GHz以下の周波数の電波を使用するものに限る。）によるもの（地球の赤道面上に円軌道を有し、かつ、地球の自転軸を軸として地球の自転と同一の方向及び周期で回転する人工衛星であって、その公称されている経度が東経109度から111度の範囲のものに開設する無線局によるものについては、電波の偏波が左旋円偏波（電波の伝搬の方向に向かって電界ベクトルが時間とともに反時計回りの方向に回転する円偏波をいう。）であるものに限る。）であって、その全部又は一部を電気通信事業を営む者が提供する電気通信役務を利用して行うもの」
- 「有線役務利用放送」を第2号に「公衆によって直接受信されることを目的とする有線電気通信の送信であって、その全部又は一部を電気通信事業を営む者が提供する電気通信役務を利用して行うもの」

第2章以降には、総務大臣による事業者の登録、技術基準、事業者の業務について規定していた。
廃止
放送法の改正により、電気通信役務利用放送法が放送法に吸収統合され、改正放送法が施行された2011年（平成23年）6月30日に廃止された。
これに伴い本規則も廃止された。